# Pararge bradanfelda
Pararge bradanfelda är en fjärilsart som beskrevs av Blackie 1920. Pararge bradanfelda ingår i släktet Pararge och familjen praktfjärilar. Inga underarter finns listade i Catalogue of Life.